# Zona di sicurezza panamericana
Nei primi anni della seconda guerra mondiale, prima che gli Stati Uniti d'America entrassero ufficialmente in guerra, il presidente Franklin D. Roosevelt dichiarò la regione dell'Atlantico adiacente al continente americano, come zona di sicurezza panamericana. All'interno di questa zona, le navi militari degli Stati Uniti scortavano i convogli diretti in Europa. Nella pratica, ciò aiutò notevolmente il Regno Unito, in gran parte dipendente dai convogli atlantici.
L'istituzione della zona di sicurezza fu tuttavia parte di una serie di azioni adottate dagli Stati Uniti che andavano contro la sua condizione formale di  neutralità. Venne istituita nell'ottobre del 1939 per volontà statunitense con la Dichiarazione di Panama, firmata dalle nazioni del Nord e del Sud America. Secondo la dichiarazione, all'interno della zona che si estendeva tra 300 e 1000 miglia in mare aperto, i firmatari non avrebbero tollerato atti di guerra.
Nonostante le lamentele formali nel dicembre 1939 in Gran Bretagna sull'azione contro l'Admiral Graf Spee al largo del Río de la Plata, l'attuazione degli Stati Uniti della zona era chiaramente a vantaggio della Gran Bretagna. Dall'inizio del 1941, la United States Navy scortò infatti i convogli alleviando parte delle difficoltà britanniche e canadesi; alle navi e agli aerei della USN veniva ordinato di trasmettere in chiaro ogni avvistamento di U-Boat, allertando quindi indirettamente gli ascoltatori britannici. La Kriegsmarine (Marina militare tedesca) risentì questo atteggiamento ma venne istruita ad evitare atti ostili contro le navi degli Stati Uniti d'America in modo da non provocare una dichiarazione di guerra.
Il 18 aprile 1941, Roosevelt estese la zona di sicurezza panamericana fino alla longitudine di 26 gradi ovest, 2300 miglia ad est di New York e a solo 50 miglia dall'Islanda, un'importante area di sosta dei convogli.